# Shimojō
Shimojō (下條村 Shimojō-mura?) es una villa en la prefectura de Nagano, Japón, localizada en la parte central de la isla de Honshū, en la región de Chūbu. El 1 de marzo de 2021 tenía una población estimada de 3578 habitantes y una densidad de población de 94 personas por km².

## Geografía
Shimojō se encuentra en el sur de la prefectura de Nagano.

## Historia
El área de la Shimojō actual era parte de la antigua provincia de Shinano. La villa de Shimojō se estableció el 1 de abril de 1889 con el establecimiento del sistema moderno de municipios.

## Economía
La economía de Shimojō es principalmente agrícola. Los cultivos principales incluyen trigo sarraceno, peras, manzanas y caquis secos.

## Demografía
Según los datos del censo japonés, la población de Shimojō se ha mantenido relativamente estable en los últimos 40 años.
| Gráfica de evolución demográfica de Shimojō entre 1940 y 2015 |
|                                                               |
| Oficina de Estadísticas de Japón                              |